# Gergely Sándor (szobrász)
Gergely Sándor, Glück (Hódmezővásárhely, 1889. augusztus 26. – Berlin, 1932. augusztus 26.) aktivista szobrász.

## Életútja
Édesapja, a vásárosnaményi születésű Glück Lajos kiskereskedő volt Vásárhelyen, a Nyárfa utcában. Édesanyja Kohn Eliz Blanka. A család 1890-ban Makóra települt át a Kálvin u. 1. szám alá, ahol apja sírkőkereskedést üzemeltetett.
Gergely Sándor gyermekkorában itt kezdett el foglalkozni a kövekkel, később Sziléziában kitanulta a kőfaragó mesterséget. Ezt követően Budapesten végezte az iparművészeti iskolát, ahol Mátrai Lajos (1875–1945) és Maróti Géza (1875–1941) voltak mesterei, majd Boroszlóban Philipp Theodor von Gosennél és Münchenben a művészeti akadémián tanult mint Adolf Ernst Hildebrand (1847–1921) és Balthasar Schmidt (1858–1942) növendéke.
Az első világháborúban a montenegrói, az olasz és a román harctéren teljesített szolgálatot 1917-ig mint tüzér. Megsebesült, s ezután segédszolgálatosként Szegedre került.
Felépülése során ismerkedett meg Juhász Gyulával. Ő és Kassák Lajos is nagyra értékelték Gergely Sándor művészetét. Utóbbi 1918. szeptember 15-én, a Ma kiállításán, kétszer is bemutatta Gergely szobrait. Ő is azok között volt, aki az aktivista művészek „Forradalmárok” című kiáltványát aláírta. 1919-ben két kiállításon szerepelt műveivel Szegeden. Egyik akt szobra a Szépművészeti Múzeumba került. 1920. február 23-án megnősült, feleségül vette Mikó Erzsébet (1891–1977) iparművészt. Juhász Gyula verssel köszöntötte őket. Gergely még ebben az évben Németországba költözött, s Lipcsében, majd Berlinben élt. 1923-ban ő is pályázni szeretett volna a makói hősi emlékműre, ám végül nem adta be pályázatát, s Pásztor János lett a nyertes. Németországban Günther Birkenfeld íróval egyik alapítója volt a Neue Revue c. haladó szellemű folyóiratnak, azonban eme vállalat meghiúsult, baloldali szelleme miatt betiltották. Mivel tanácsadói állásából elbocsátották, Magyarországon pedig nem tudta kibontakoztatni művészetét, 43. születésnapján öngyilkosságot követett el, magára nyitotta a gázcsapot. Másnap reggel találták meg holttestét.
Dr. Tóth Ferenc múzeumigazgató így jellemzi őt: „Gergely Sándor kemény alkatú, robosztus (sic?) férfi volt, nyugodt kedélyű, jókedvre hajlamos, de a szívós, kitartó munka nem az ő kenyere volt. Mint szobrász közeli rokonságot tartott a legkomolyabb expresszionista törekvésekkel. Megvolt benne az úttörők bátorsága és lendülete, de a vérbeli művészek ösztönös ereje és tudatos merészsége is. Plasztikáinak mozgalmassága, figuráinak dinamikája új mondanivalót és új kifejezést hordoztak. Szeged művészeti életében vulkánikus volt a megjelenése, de – a megváltozott politikai viszonyok között – szinte máról holnapra került feledésbe is.”